# Maria Antònia Martí Antonín
M. Antònia Martí Antonin (Barcelona, 21 de gener de 1950) és una lingüista catalana que va introduir els estudis de Lingüística Computacional en el currículum acadèmic universitari l’any 1992. Va ser professora de la Universitat de Barcelona des de 1988 fins a la seva jubilació el 2020.
L’any 1998 va crear el grup de recerca CLiC-Centre de Llenguatge i Computació de la Universitat de Barcelona, en el si del qual ha desenvolupat la seva activitat investigadora i de formació de lingüistes en l’àrea del Processament del Llenguatge.
L’any 2004 va crear el centre de transferència STEL-UB (Servei de Tecnologia Lingüística-Universitat de Barcelona) amb la finalitat de difondre i aplicar la recerca desenvolupada en el grup investigador.
En l’àmbit científic, ha estat pionera en el desenvolupament de la Lingüística Computacional i el processament del Llenguatge Natural a Espanya, sota el guiatge i en col·laboració amb Felisa Verdejo Maíllo.
Entre les seves aportacions cal destacar el desenvolupament d’una metodologia per a l’anotació de corpus que va establir les bases de la Lingüística de Corpus tant per al català com per a l’espanyol. Els corpus AnCora-Ca i Ancora-Es han estat la base per al desenvolupament d’analitzadors morfològics i sintàctics del català i de l’espanyol.
M. Antònia Martí va ser presidenta de la Sociedad Española para el Procesamiento del Lenguaje Natural (SEPLN) des de 1990 fins al 1996.
Els darrers anys ha centrat la seva recerca en la Semàntica Distribucional. A l'article DISCOver: DIStributional approach based on syntactic dependencies for discovering COnstructions proposa una metodologia per a la representació del significat lèxic a partir dels contextos d’aparició dels mots, sense recórrer a l’ús de metallenguatges de representació semàntica
Els seus assoliments científics es plasmen en les seves publicacions, en els projectes de recerca que en moltes ocasions incloïen a amplis consorcis en l'àmbit estatal i internacional.